# Emirat de Tagant
L' Emirat de Tagant (a vegades Taganit) fou un emirat que va existir a la regió del mateix nom a Mauritània del segle xvii fins al 1905. Fou fundat pels Id ou Aïch (escrit també Idou Aïch i Idowich).

## Història

### Antecedents
Els Barougha eren una tribu berber sanhadja del Tiris que van combatre al costat dels almoràvits. L'almoràvit Abu és considerat el seu ancestre i tenien per companys als Messouna, els Tadjakant i els Dedlich. Els desplaçaments de les tribus que va seguir a l'arribada dels Banu Makil (vers 1220) i més tard la seva derrota davant els grup dels hassans o hassànides (vegeu emirat de Brakna) al final del segle xv els van portar a la regió del Shinguetti. Van buscar la protecció de la gran tribu xerifiana dels Ida ou Ah, sense pagar tribut ni deixar les armes, però en signe d'aliança van agafar el nom d'Idou Aïch (tots els aliats dels Ida ou Ah van agafar un nom començant per Id; en aquest literalment vol dir "entra i mira"). Al segle xvii la seva temptativa d'emancipar-se dels hassànides Oulad Mbarek va fracassar i van tardar un segle a recuperar-se. A l'inici del segle xviii van estar al costat del seus sobirans ajudant als Oulad Mbarek a vèncer a les tribus del nord prop d'Idjil (1715).

### L'emirat
El seu alliberador fou Mohammed Chein (Chayn), que va ser el seu cap per 50 anys (1730-1785); va fer aliança als hassànides Oulad Ta Auah i es va guanyar l'amistat de l'emir d'Adrar al que va donar la seva germana en matrimoni. Una sèrie de victòries sobre els Oulad Mbarek (1738, 1778, 1780, 1783) va obligar a aquests a abandonar el Tagant cap al Hodh on els antics vassalls dels Idou Aïch, els Mechdouf, se'ls van unir amb totes les altres tribus de la regió, sota la seva autoritat (1850).
Com a amos del Tagant, els Idou Aïch van elegir al seu xeic Mohammed Chein, descendent d'Abou Bekr, com emir; segurs de la seva força van fer incursions a l'Adrar, a Brakna i a Trarza. El va seguir el seu fill Mohammed Ould Mohammed (1785-1820) a la mort del qual va esclatar un conflicte successori entre el fill Soueid Ahmed i altres sis germans. Soueid Ahmed es va refugiar amb els Kounta Ould Sidi Aïb Allah, seguit dels guerrer Oulad Ta Allah. La tribu es va dividir en dos parts: els Abakak, fidels a l'emir escollit a la branca major, i els Chrattit, partidaris d'un oncle de Soueid Ahmed, Mokhtar que es va aliar als Ahel Sidi Mahmoud (1825).
Finalment els dos contrincants es van adonar del risc de ser absorbits pels cada cop més poderosos aliats: els Kounta i els Ahel Sidi Mahmoud. La unitat es va refer el 1826-1827; però va quedar compromesa per la participació dels Abakak i els Chrattit en les qualsrelles de successió de Brakna. Diversos pretendents de l'emirat de Tagant van morir violentament entre 1831 i 1836.

### L'emir Bakar
El 1836 Bakkar o Bakar Ould Soueïd Ahmed va succeir al seu germà Mohammed Ould Soueid Ahmed com emir dels Idou Aïch de Tagant. Tenia uns 20 anys i era molt intel·ligent i va poder arribar a presumir que havia tractat amb tots els governs francesos després de Lluís Felip, d'haver vençut a totes les tribus fins a Tombuctú i fins i tot d'haver vençut a Faidherbe. El seu regnat va durar 70 anys.
En la primera part del seu regnat va reagrupar sota l'hegemonia dels Idou Aïch a les tribus Sanhadja i els seus aliats per lluitar contra els hassànides i imposar-se al Tagant, al sud-est a la riba del Senegal i a l'est. De 1836 a 1890, Bakar va lluitar contra totes les tribus veïnes, especialment els hassànides (de Brakna i Trarza) i els Kounta; va formar un bloc sanhadja amb els Chrattit, els Tadjakant i els Idou el Hadj que van saquejar el ksar de Rachid establert pels Kounta dels que una part es va dispersar per l'Adrar i per Brakna.
Una reconciliació amb els Kounta de Brakna li va permetre una expedició fructífera contra Mohammed Al-Habib emir de Trarza, però una ruptura entre els Abakak i els Chrattit, aliats als Tadjakant, Ahel Sidi Mahmoud i Souaker va portar a un segon saqueig de Rachid (1855).
L'antagonisme Abakak-Chrattit va permetre als Mechdouf (instal·lats al Hodh) de vèncer els seus antics sobirans Idou Aïch (1879). Això gairebé va portar al col·lapse dels Idou Aïch a mans dels Ahel Sidi Mahmoud aliats als Mechdouf: Bakar i els Abakak foren vençuts a Tousirat (1881) i tot i una reconciliació precipitada dels dos rivals Abakak-Chrattit, els Idou Aïch foren encara derrotats altre cop a Aguemoun (1882). Per sort per la tribu van esclatar discòrdies entre els seus adversaris i Bakar va poder derrotar els Ahel Sidi Mahmoud a Medroun (final de 1882). L'amenaça dels Ahel Sidi Mahmoud es va allunyar quan la tribu, formada per elements diversos reagrupats entorn d'un sant (Abdallahi ould Sidi Mahmoud) es va disgregar. El 1890, l'hegemonia dels Idou Aïch era total al Tagant i a les régions del Sud (Mal, Guimi i fins a Podor) i Bakar dirigia les seves ambicions cap a l'Adrar on l'emir local, Ahmed Ould Sidi Ahmed Ould Ethman Ould Ayda (que governava des de 1872) era nebot seu (l'havia acollit a la mort del seu pare en ser parent per part de mare).
Després de 1890 Bakkar va entrar en guerra contra l'emir de l'Adrar, que tenia el suport dels Oulad Jaffria i els Kounta. Les relacions cordials i familiars que havien predominat en els anys anteriors entre els dos emirats (Tagant i Adrar) es va transformar en lluita oberta quan l'emir d'Adrar Ahmed ould Sidi Ahmed Ould Ethman Ould Aïda va descobrir que l'instigador de l'assassinat del seu predecessor i cosí Ahmed Ould Ahmed havia estat Bakar (1891). Després d'un atac per sorpresa contra el campament de l'emir del Tagant, Bakar, que va resultar ferit, i la incursió a Tidjidja en les barbes dels Idou Aïch, l'emir de l'Adrar, tot i que estava aliat als Kounta, fou derrotat el 1893, però va aconseguir impedir als Idou Aïch d'entrar al seu emirat. Els vells antagonismes entre Hassànides i Sanhadja havien agrupat les tribus en dos parts hostils l'una amb l'altra; darrere l'emir de l'Adrar hi havia els Oulad Nacer i els Kounta, mentre que l'emir de Tagant tenia el suport dels grups Lamtuna: Tadjakant, Idou el Hadj i Ahel Sidi Mahmoud. La batalla decisiva va tenir lloc a Ksar al-Barka (1894). Els Idou Aïch van derrotar totalment als seus adversaris i el xeic dels Kounta va morir (provocant la necessitat de venjança d'aquesta tribu contra els causants de la mort); els derrotats es van retirar cap a les seves terres originàries.
Bakar va donar suport als Oulad Gheilan que s'havien revoltat contra l'emir d'Adrar, una lluita que va durar de 1895 a 1897 i en la qual contingents dels Idou Aïch i dels Ahel Sidi Mahmoud van assolar l'Adrar. En l'expedició de l'Adrar (la segona de Bakar) l'emir Bakar fou derrotat pels Oulad Yahya Ben Othman a Mrayer Hamdoun (Roderes d'Hamdun) i una de les esposes-esclaves de Bakar, Tleilé, va ser feta presonera quan estava encinta. L'emir d'Adrar (que era nebot de Bakar) la va identificar i va saber de qui era el fill que portava i els va donar un non tractament i després del naixement els va enviar a Bakar amb alguns regals i per això Bakar es va reconciliar amb el nou emir de l'Adrar Mukhtar Ahmad Ould Sidi Ahmad (1891-1899) que va abdicar poc després per poder dedicar-se a la poesia.
Shaykh al-Hasana va ocupar la regència i es va casar amb una germana de Bakar. Acabada la revolta dels Oulad Gheilan el país va quedar pacificat i sota influència de Bakar. Aquest demostrava la seva força controlant el Tagant, l'Assaba, el Gorgol, el Guidimakha i el sud-est de Brakna. A Adrar els Oulad Jaffria es desdibuixaven davant dels Oulad Ammoni i els Oulad Gheilan qui feien front als Regueibat, els grand nòmades del nord dels quals la potència estava esdevenint preocupant. Els Kounta, molt castigats, no podien reprendre la guerra; els hassànides de l'oest, Oulad Bou Sba, Oulad Delim, Trarza i Brakna no representaven cap perill.

### Final de l'emirat independent
La intervenció del militar francès Xavier Coppolani (1903) que va envair les terres de Brakna i Trarza i va treballar a favor dels Kounta, va fer canviar la situació. Bakar s'oposava a la intervenció francesa i va donar suport a Ahmeddou II Ould Sidi Eli II de Brakna, però la resistència dels braknes fou reduïda i entre desembre de 1903 i gener de 1904 els francesos els havien sotmès i avançaven cap al Tagant. La conquesta es va ajornar fins a l'estació seca però quan va arribar els francesos no van tenir problemes per derrotar els Idou Aïch a la batalla de Bou Gadoum on Bakar va morir (1905). El seu fill Uthman ibn Bakkar va seguir la lluita i va rebre l'ajut de guerrers del nord enviat des del Marroc i dirigits per Sidi Ould Moulaye Zeine, que van matar a Coppolani el 12 de maig de 1905 a Tidjikdja; la pacificació de la regió es va completar el 1909.
Després d'Uthman durant el qual el càrrec d'emir no va tenir efecte, els francesos van entronitzar el 1918 a Abderrahmane Ould Bakar. seguint la seva política i per consell de Baba Ould Cheikh Sidïa, el marabut més influent del país, aliat a França. Abderrahmane era encara jove i es dedicava a la poesia.

### Abderrahmane
Abderrahmane era un dels molts fills de Bakkar Ould Soueïd Ahmed; la seva mare era una hartania peul comprada a una tribu marabútica de Trarza, de nom Tléïlé Mint Samba; Abderrahmane (anomenat Dane) fou el seu únic fill i com a "fill de l'esclava" no gaudia de reconeixement patern. Va aconseguir la pacificació del país al costat dels francesos, contra els seus germans i cosins que seguien la resistència. El seu únic rival era el vell i ric Othman Ould Bakkar (al que corresponia per edat després de la mort del seu oncle l'hereu Sidi Ahmed Lebbat Ould Mohamed Ould Soueid Ahmed, abans de l'arribada els francesos, que s'havia entregat als francesos a Moudjéria, després de durs combats en la resistència, però aquest va morir abans de l'accés al poder d'Abderrahmane amb el suport de diverses fraccions dels Ida ou Aich com els Ould Sweyd i els Oulad Talha. Gastava amb facilitat els béns que li donaven els francesos i va crear el seu propi campament (hellé) per desfer-se dels lligams de la seva ascendència, i on reunia espectacles de música, dansa i cant, i va donar títols i avantatges als seus companys de lluita i mercenaris; era xeic de la tribu dels Ehl Amar. Es va apartar dels Ehl Mohamed Ould Soueid Ahmed (descendents del germà gran de Bakar) als que va allunyar a les terres de Fourouaja, El Ghodiya, i altres llocs amb els Idawali de Tidkijka. També va tenir una llarga enemistat amb el seu germà Ely Ould Bakkar, ex resistent i propietari de grans palmerars i ramats; Ely el va resistir tota la vida i es va acarnissar contra l'emir el 1958 en el vot de l'autodeterminació, seguint així fins que va morir a Tidjikja a l'hivern de 1982, abans que Dane, que va morir quasi centenari.
Abderrahmane fou un notable aliat de Mokhtar Ould Daddah, i va tenir un paper destacat al Congrés d'Aleg, quan va convèncer els notables negroafricans (que li van fer confiança) de sostenir el projecte d'estat unitari. En canvi mai es va fiar dels marabuts. Va tenir un centenar de fills però la major part van morir joves. Durant la seva vida va tenir quatre esposes, però al final de la seva vida les va deixar per viure només amb Mreyem Mint Ahmed Ommani, une bella berber (marabuta) de l'Aftout (que va morir el 2007). De tots els seus fills destaca Sidi Mohamed que fou sota diversos règims governador, ministre i ambaixador; el seu net Dey Ould Brahim (per línia materna) va ocupar també aquests càrrecs.

### Emirs recents
A la seva mort el va succeir el seu fill Ethmane Ould Abderrahmane, un altre poeta, que va tenir el títol honorífic fins al 2003 que va morir i el va succeir el seu germà Mohamed Ould Abderrahmane, alcalde d'Achram, un tradicionalista i modernista a la vegada que va reunir un gran consens.

## Emirs
- Mohammed Chein (Chayn) (1730-1785)
- Mohammed Ould Mohammed Chein (1785-1820)
- Soueid Ahmed Ould Mohammed (1820-1831)
- Mokhtar Ould Mohammed Chein (1825-1827, en oposició)
- Mohammed Ould Soueid Ahmed (1831-1836)
- Bakar Ould Soueïd Ahmed (1836-1905)
- Othman Ould Bakar 1905-1909
- Domini directe de França 1906-1918
- Abderrahmane Ould Bakar 1918-1983
- Othman Ould Abderrahmane 1983-2003
- Mohamed Ould Abderrahmane 2003-